# محمود أباد (مقاطعة فهرج)
محمود أباد (بالإنجليزية: Mahmudabad, Fahraj)‏ هي مستوطنة تقع في ناحية نغين كوير في إيران. يقدر عدد سكانها بـ 76 نسمة .